# Fursove, Novhorod-Siverskîi
Fursove (în ucraineană Фурсове) este un sat în comuna Mamekîne din raionul Novhorod-Siverskîi, regiunea Cernihiv, Ucraina.

## Demografie
Componența lingvistică a localității Fursove
     Rusă (70%)
     Ucraineană (30%)
Conform recensământului din 2001, majoritatea populației localității Fursove era vorbitoare de rusă (70%), existând în minoritate și vorbitori de ucraineană (30%).